# Ascan Lutteroth (Maler)

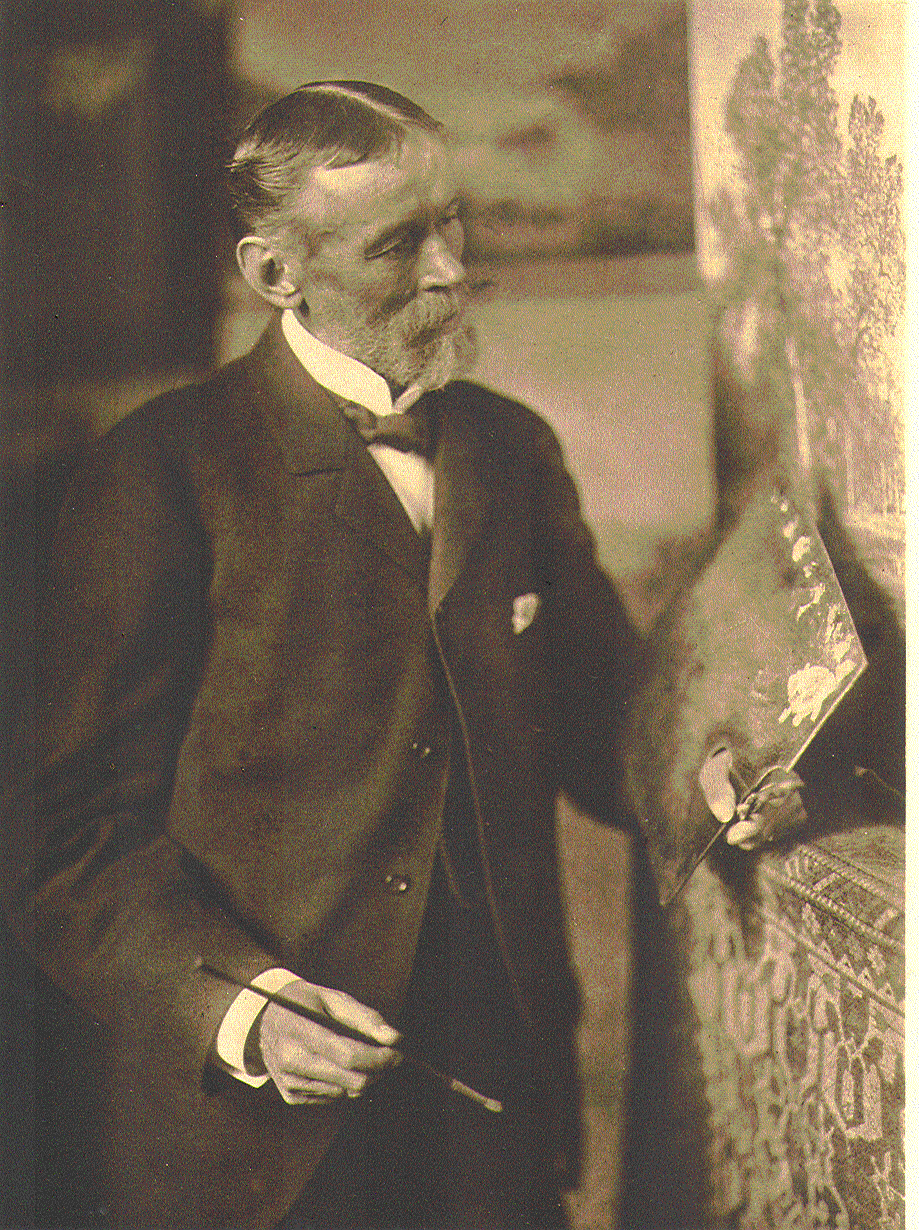
Ascan Lutteroth, 1905

Ascan Lutteroth (* 5. Oktober 1842 in Hamburg; † 2. Februar 1923 ebenda) war ein deutscher Landschaftsmaler der Düsseldorfer Malerschule.

## Leben

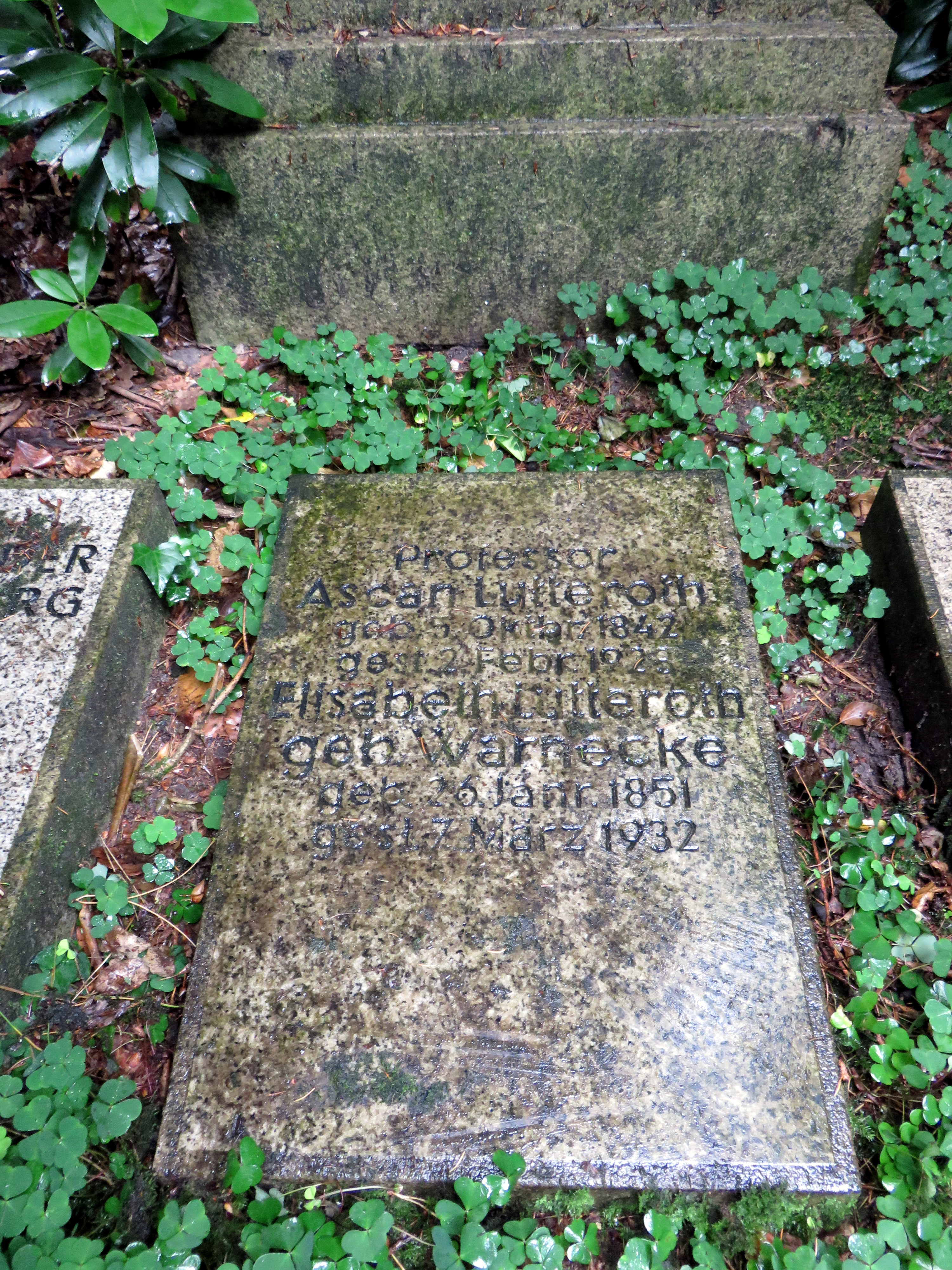
Grabplatte Familiengrab auf dem Friedhof Ohlsdorf

Ascan Lutteroth war ein Enkel des Hamburger Senators Ascan Wilhelm Lutteroth und Sohn des Bankiers Christian Alexander Ascan Lutteroth und der Sophie Friederike Lutteroth. Er studierte ab 1861 bei Alexandre Calame in Genf und 1864 bis 1867 bei Oswald Achenbach an der Kunstakademie Düsseldorf. 1868 bis 1870 verbrachte er in Italien, unter anderem auf Capri, anschließend lebte er bis 1877 in Berlin. Am 10. März 1872 heiratete er die Kaufmannstochter Elisabeth Warnecke. 1877 kehrte Lutteroth dann in seine Heimatstadt Hamburg zurück. Hier malte er 1887 drei große Bilder für das Rathaus. Kronprinz Friedrich Wilhelm und Kronprinzessin Victoria schätzten ihn sehr. 1879 nahmen sie ihn mit auf ihre Reise nach San Remo. Lutteroth fungierte hier auch als Lehrer der ebenfalls malenden Kronprinzessin. Das Bild Straße am Meer in Pegli bei Genua gab es in zwei Versionen, eine von Victoria, eine von Lutteroth. 1890 verlieh ihm Wilhelm II. den Professorentitel. Er gilt neben Valentin Ruths als bedeutendster Hamburger Landschaftsmaler seiner Zeit. Bis 1909 war er Vorsitzender des Hamburger Künstlervereins von 1832. Seine Cousine Emma Lutteroth war ebenfalls Malerin, konzentrierte sich aber im Gegensatz zu Ascan Lutteroth auf Seestücke.
Ascan Lutteroth wurde auf der Grabstätte seiner Familie auf dem Ohlsdorfer Friedhof im Planquadrat AA 10 beigesetzt.

## Werk
Lutteroth malte hauptsächlich Landschaften aus Italien und der Hamburger Umgebung, aber auch Alpen- und Waldszenen, sparsam mit kleinen Figuren bevölkert. In seiner frühen Zeit malte er wie Achenbach hauptsächlich italienische Szenen, die sich durch kräftig leuchtende Farben und Lichtkontraste auszeichnen. Das Dramatische eines Achenbachs lag ihm aber nicht. Seine Motive sind ruhiger und lieblicher.

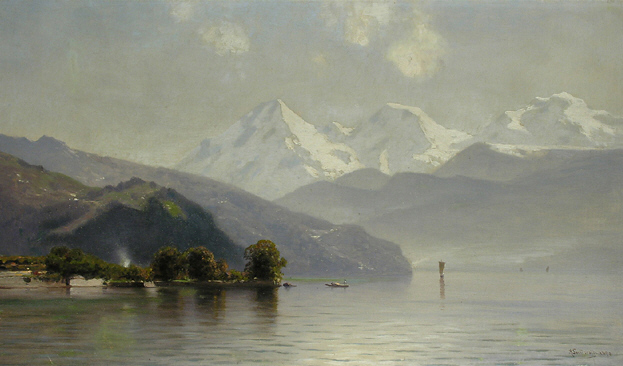
Gebirgssee, 1890

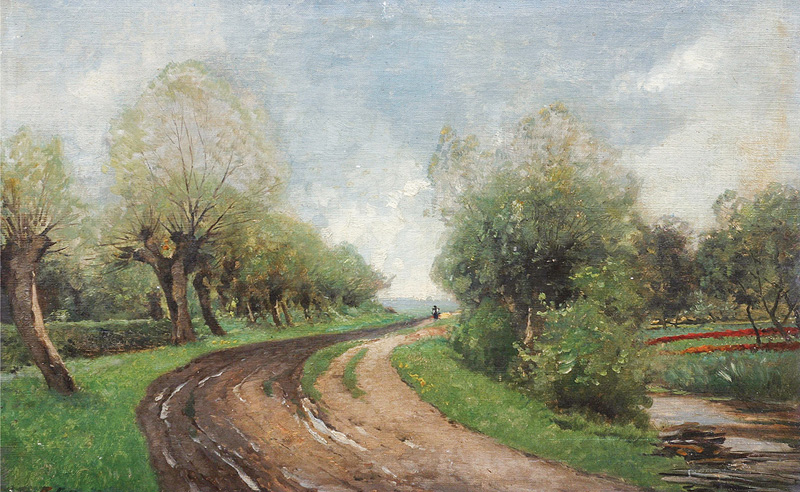
Weg in Neuengamme, 1898

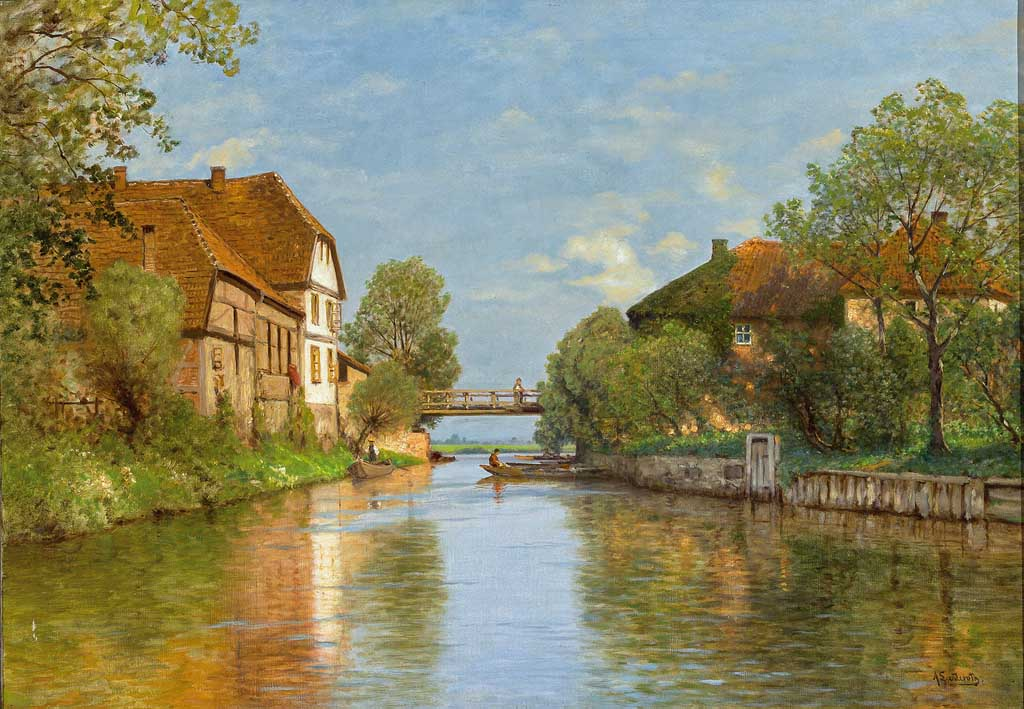
Kanalansicht mit alten Häusern und hölzerner Brücke.

Seit den 1890er Jahren malte er überwiegend die Motive aus der Umgebung Hamburgs. Von den französischen Impressionisten übernahm er den lichtdurchfluteten Ausdruck und die Wahl unspektakulärer Motive, ohne jedoch deren Malweise zu übernehmen.
Seine Werke waren in den bedeutenden nationalen und internationalen Ausstellungen vertreten und hingen unter anderem in der Berliner Nationalgalerie, im Rudolfinum Prag und in der Gemäldegalerie Magdeburg, bevor die Bevorzugung der modernen Maler viele Museen zur Abgabe oder Magazinierung seiner Bilder bewegte. Heute besitzen noch die Hamburger Kunsthalle, die Anhaltische Gemäldegalerie Dessau im Schloss Georgium, der Museumsberg Flensburg, die Städtische Galerie Rosenheim und das Museum Villingen-Schwenningen Bilder von ihm.
In dem Nachschlagewerk von Boetticher 1891 finden sich 91 Gemälde sowie 32 Aquarelle verzeichnet.
Im Museum Leipzig befand sich ein Gemälde mit der Abbildung des Mawensi (Ostgipfel des Kilimandscharo), das Lutteroth 1889 nach Vorlagen des Afrikareisenden und Forschers Hans Meyer (Afrikaforscher) für dessen Vater Herrmann Julius Meyer (Verleger, Herausgeber von Meyers Konversations-Lexikon) geschaffen hat. Die Größe war 149 × 250 cm. J. Meyer schenkte das Bild 1890 dem Museum Leipzig. Das Werk ist seit dem Zweiten Weltkrieg verschollen.

## Ausstellungen (Auswahl)
- 2019: Hamburger Schule – Das 19. Jahrhundert neu entdeckt (12. April bis 14. Juli), Hamburger Kunsthalle